# Thomas Gerhard Ring
Thomas Gerhard Ring (* 7. Juli 1936 in Budakeszi; † 27. Juli 2009) war ein deutscher Theologe mit Schwerpunkt Augustinus-Forschung.

## Leben und Wirken
Nach der Vertreibung der Donauschwaben kam er zunächst nach Herbolzheim und besuchte ab 1951 das vom Augustinerorden geleitete Gymnasium in Münnerstadt. Er trat in den Orden ein und legte 1957 das einfache und drei Jahre später das feierliche Ordensgelübde ab. Er studierte Theologie an der Würzburger Universität. 1963 wurde er zum Priester geweiht, nachdem er im Vorjahr zum Diakon geweiht worden war. 1972 promovierte er mit „Summa cum laude“. Anschließend leitete es das Priesterseminar der Augustiner im Würzburg. Später widmete er sich wieder den Forschungen zu Augustinus und er wurde vom Orden dafür freigestellt.

## Werke (Auswahl)
- Auctoritas bei Tertullian, Cyprian und Ambrosius, Augustinus-Verlag, 1975, ISBN 978-3-429-04066-6
- Augustinus, der Lehrer der Gnade Schriftenreihe
  - Bd. 1: Schriften gegen die Pelagianer., Die Auslegung einiger Fragen aus dem Brief an die Römer, Augustinus-Verlag, 1989, ISBN 978-3-429-04112-0
  - Bd. 2: Schriften gegen die Pelagianer., Die Auslegung des Briefes an die Galater, Augustinus-Verlag, 1997, ISBN 978-3-429-04142-7
  - Bd. 3: Schriften gegen die Pelagianer., An Simplicianus zwei Bücher über verschiedene Fragen, Augustinus-Verlag, 1991, ISBN 978-3-429-04121-2
- Die „unvergebbare“ Sünde wider den Heiligen Geist in Mt 12,31f nach der Deutung des hl. Augustinus, Augustinus-Verlag, 2000, ISBN 978-3-429-04153-3

## Ehrungen
- Festschrift für P. Dr. Thomas Gerhard Ring OSA, 2006[1]